# Lista de presidentes da Câmara Municipal de São Paulo
Esta é a Lista de presidentes da Câmara Municipal de São Paulo, órgão que representa o poder legislativo do município de São Paulo.

## Presidentes (1891-atualidade)
| Presidentes | Presidentes                         | Imagem                                           | Partido | Partido                                          | Início do Mandato        | Fim do Mandato           | Notas |
| ----------- | ----------------------------------- | ------------------------------------------------ | ------- | ------------------------------------------------ | ------------------------ | ------------------------ | --- |
| 1.º         | Carlos Augusto Garcia Ferreira      |                                                  |         | Partido Republicano Paulista PRP                 | 15 de dezembro de 1891   | 31 de dezembro de 1891   | |
| 2.º         | Pedro Vicente de Azevedo            |                                                  |         | Partido Republicano Paulista PRP                 | 29 de setembro de 1892   | 7 de janeiro de 1896     | Presidente da Câmara eleito e reeleito.                                                                     |
| 2.º         | Pedro Vicente de Azevedo            | Partido Republicano Federal PRF                  |         |                                                  | 29 de setembro de 1892   | 7 de janeiro de 1896     | Presidente da Câmara eleito e reeleito.                                                                     |
| 3.º         | Antônio Proost Rodovalho            |                                                  |         | Partido Republicano Paulista PRP                 | 7 de janeiro de 1896     | 7 de janeiro de 1899     | Presidente da Câmara eleito e reeleito.                                                                     |
| 3.º         | Antônio Proost Rodovalho            | Partido Republicano Federal PRF                  |         |                                                  | 7 de janeiro de 1896     | 7 de janeiro de 1899     | Presidente da Câmara eleito e reeleito.                                                                     |
| 4.º         | Albuquerque Lins                    |                                                  |         | Partido Republicano Paulista PRP                 | 7 de janeiro de 1899     | 7 de janeiro de 1902     | Presidente da Câmara eleito e reeleito.                                                                     |
| 5.º         | José Getúlio Monteiro               |                                                  |         | Partido Republicano Paulista PRP                 | 7 de janeiro de 1902     | 15 de janeiro de 1908    | Presidente da Câmara eleito e reeleito.                                                                     |
| 6.º         | Manoel Corrêa Dias                  |                                                  |         | Partido Republicano Paulista PRP                 | 15 de janeiro de 1908    | 15 de janeiro de 1911    | Presidente da Câmara eleito e reeleito.                                                                     |
| 7.º         | Gabriel Dias da Silva               |                                                  |         | Partido Republicano Paulista PRP                 | 15 de janeiro de 1911    | 15 de janeiro de 1914    | Presidente da Câmara eleito e reeleito.                                                                     |
| 8.º         | Raimundo da Silva Duprat            |                                                  |         | Partido Republicano Paulista PRP                 | 15 de janeiro de 1914    | 9 de fevereiro de 1924   | Presidente da Câmara eleito e reeleito.                                                                     |
| 9.º         | Raphael Archanjo Gurgel             |                                                  |         | Partido Republicano Paulista PRP                 | 23 de fevereiro de 1924  | 15 de janeiro de 1926    | Presidente da Câmara eleito e reeleito.                                                                     |
| 10.º        | Luiz Antonio Pereira da Fonseca     |                                                  |         | Partido Republicano Paulista PRP                 | 15 de janeiro de 1926    | 18 de outubro de 1930    | Presidente da Câmara eleito e reeleito.                                                                     |
| 11.º        | Francisco Machado de Campos         |                                                  |         | Partido Constitucionalista de São Paulo PC       | 9 de julho de 1936       | 19 de novembro de 1937   | Presidente da Câmara eleito e reeleito.                                                                     |
| 12.º        | José Adriano Marrey Júnior          |                                                  |         | Partido Social Progressista PSP                  | 1.º de janeiro de 1948   | 1.º de janeiro de 1949   | Presidente da Câmara eleito e reeleito.                                                                     |
| 13.º        | Waldemar Teixeira Pinto             |                                                  |         | Partido Social Progressista PSP                  | 1.º de janeiro de 1949   | 1.º de janeiro de 1950   | Presidente da Câmara eleito e reeleito.                                                                     |
| 14.º        | José Adriano Marrey Júnior          |                                                  |         | Partido Social Progressista PSP                  | 1.º de janeiro de 1950   | 1.º de janeiro de 1951   | Presidente da Câmara eleito e reeleito.                                                                     |
| 15.º        | André Nunes Júnior                  |                                                  |         | Partido Social Progressista PSP                  | 1.º de janeiro de 1951   | 1.º de janeiro de 1953   | Presidente da Câmara eleito e reeleito.                                                                     |
| 15.º        | André Nunes Júnior                  | Partido Trabalhista Brasileiro PTB               |         |                                                  | 1.º de janeiro de 1951   | 1.º de janeiro de 1953   | Presidente da Câmara eleito e reeleito.                                                                     |
| 16.º        | Cantídio Nogueira Sampaio           |                                                  |         | Partido Social Progressista PSP                  | 1.º de janeiro de 1953   | 1.º de janeiro de 1954   | Presidente da Câmara eleito e reeleito.                                                                     |
| 17.º        | William Salem                       |                                                  |         | Partido Social Progressista PSP                  | 1.º de janeiro de 1954   | 1.º de janeiro de 1956   | Presidente da Câmara eleito e reeleito.                                                                     |
| 18.º        | Elias Shammass                      |                                                  |         | Partido Social Progressista PSP                  | 1.º de janeiro de 1956   | 1.º de janeiro de 1958   | Presidente da Câmara eleito e reeleito.                                                                     |
| 19.º        | André Nunes Júnior                  |                                                  |         | Partido Trabalhista Brasileiro PTB               | 1.º de janeiro de 1958   | 1.º de janeiro de 1959   | Presidente da Câmara eleito e reeleito.                                                                     |
| 20.º        | William Salem                       |                                                  |         | Partido Social Progressista PSP                  | 1.º de janeiro de 1959   | 1.º de janeiro de 1960   | Presidente da Câmara eleito e reeleito.                                                                     |
| 21.º        | Marcos Mélega                       |                                                  |         | União Democrática Nacional UDN                   | 1.º de janeiro de 1960   | 1.º de janeiro de 1961   | Presidente da Câmara eleito e reeleito.                                                                     |
| 22.º        | Manoel Martins de Figueiredo Ferraz |                                                  |         | Partido Social Progressista PSP                  | 1.º de janeiro de 1961   | 1.º de janeiro de 1962   | Presidente da Câmara eleito e reeleito.                                                                     |
| 23.º        | Antônio Hélio Xavier de Mendonça    |                                                  |         | Partido Social Progressista PSP                  | 1.º de janeiro de 1962   | 1.º de janeiro de 1964   | Presidente da Câmara eleito e reeleito.                                                                     |
| 24.º        | Luiz Domingues de Castro            |                                                  |         | Partido Social Democrático PSD                   | 1.º de janeiro de 1964   | 1.º de janeiro de 1965   | Presidente da Câmara eleito e reeleito.                                                                     |
| 25.º        | Manoel Martins de Figueiredo Ferraz |                                                  |         | Partido Social Progressista PSP                  | 1.º de janeiro de 1965   | 16 de janeiro de 1969    | Presidente da Câmara eleito e reeleito.                                                                     |
| 25.º        | Manoel Martins de Figueiredo Ferraz | Aliança Renovadora Nacional ARENA                |         |                                                  | 1.º de janeiro de 1965   | 16 de janeiro de 1969    | Presidente da Câmara eleito e reeleito.                                                                     |
| 26.º        | Benedicto Rocha                     |                                                  |         | Aliança Renovadora Nacional ARENA                | 22 de janeiro de 1969    | 1.º de fevereiro de 1969 | Presidente Interino.                                                                                        |
| 27.º        | José Maria Marin                    |                                                  |         | Aliança Renovadora Nacional ARENA                | 1.º de fevereiro de 1969 | 1.º de fevereiro de 1970 | Presidente da Câmara eleito.                                                                                |
| 28.º        | Armando Simões Netto                |                                                  |         | Aliança Renovadora Nacional ARENA                | 1.º de fevereiro de 1970 | 1.º de fevereiro de 1971 | Presidente da Câmara eleito.                                                                                |
| 29.º        | João Carlos de Souza Meirelles      |                                                  |         | Aliança Renovadora Nacional ARENA                | 1.º de fevereiro de 1971 | 25 de fevereiro de 1971  | Presidente Interino.                                                                                        |
| 30.º        | Armando Simões Netto                |                                                  |         | Aliança Renovadora Nacional ARENA                | 26 de fevereiro de 1971  | 5 de março de 1971       | Presidente Interino.                                                                                        |
| 31.º        | Paulo Soares Cintra                 |                                                  |         | Aliança Renovadora Nacional ARENA                | 12 de março de 1971      | 20 de agosto de 1971     | Presidente Interino.                                                                                        |
| 32.º        | João Carlos de Souza Meirelles      |                                                  |         | Aliança Renovadora Nacional ARENA                | 20 de agosto de 1971     | 20 de agosto de 1971     | Presidente Interino.                                                                                        |
| 33.º        | Samir Achôa                         |                                                  |         | Movimento Democrático Brasileiro MDB             | 20 de agosto de 1971     | 23 de agosto de 1971     | Presidente Interino.                                                                                        |
| 34.º        | Paulo Soares Cintra                 |                                                  |         | Aliança Renovadora Nacional ARENA                | 23 de agosto de 1971     | 2 de fevereiro de 1972   | Presidente da Câmara eleito.                                                                                |
| 35.º        | Carlos Eduardo Sampaio Dória        |                                                  |         | Aliança Renovadora Nacional ARENA                | 4 de fevereiro de 1972   | 31 de janeiro de 1973    | Presidente da Câmara eleito.                                                                                |
| 36.º        | Brasil Vita                         |                                                  |         | Aliança Renovadora Nacional ARENA                | 31 de janeiro de 1973    | 1.º de fevereiro de 1975 | Presidente da Câmara eleito.                                                                                |
| 37.º        | Carlos Eduardo Sampaio Dória        |                                                  |         | Aliança Renovadora Nacional ARENA                | 1.º de fevereiro de 1975 | 1.º de fevereiro de 1977 | Presidente da Câmara eleito.                                                                                |
| 38.º        | Roberto Cardoso Alves               |                                                  |         | Movimento Democrático Brasileiro MDB             | 1.º de fevereiro de 1977 | 1.º de fevereiro de 1979 | Presidente da Câmara eleito.                                                                                |
| 39.º        | Eurípedes Sales                     |                                                  |         | Movimento Democrático Brasileiro MDB             | 1.º de fevereiro de 1979 | 1.º de fevereiro de 1981 | Presidente da Câmara eleito.                                                                                |
| 39.º        | Eurípedes Sales                     | Partido Democrático Trabalhista PDT              |         |                                                  | 1.º de fevereiro de 1979 | 1.º de fevereiro de 1981 | Presidente da Câmara eleito.                                                                                |
| 40.º        | Paulo Rui de Oliveira               |                                                  |         | Partido Democrático Social PDS                   | 1.º de fevereiro de 1981 | 1.º de fevereiro de 1983 | Presidente da Câmara eleito.                                                                                |
| 41.º        | Francisco Altino Lima               |                                                  |         | Partido do Movimento Democrático Brasileiro PMDB | 1.º de fevereiro de 1983 | 1.º de fevereiro de 1985 | Presidente da Câmara eleito.                                                                                |
| 42.º        | Marcos Ribeiro de Mendonça          |                                                  |         | Partido do Movimento Democrático Brasileiro PMDB | 1.º de fevereiro de 1985 | 1.º de fevereiro de 1987 | Presidente da Câmara eleito.                                                                                |
| 43.º        | Antonio Sampaio                     |                                                  |         | Partido Democrático Social PDS                   | 1.º de fevereiro de 1987 | 1.º de janeiro de 1989   | Presidente da Câmara eleito.                                                                                |
| 44.º        | Eduardo Suplicy                     |                                                  |         | Partido dos Trabalhadores PT                     | 1.º de janeiro de 1989   | 1.º de janeiro de 1991   | Presidente da Câmara eleito.                                                                                |
| 45.º        | Arnaldo Madeira                     |                                                  |         | Partido da Social Democracia Brasileira PSDB     | 1.º de janeiro de 1991   | 1.º de janeiro de 1992   | Presidente da Câmara eleito.                                                                                |
| 46.º        | Paulo Kobayashi                     |                                                  |         | Partido da Social Democracia Brasileira PSDB     | 1.º de janeiro de 1992   | 1.º de janeiro de 1993   | Presidente da Câmara eleito.                                                                                |
| 47.º        | Antonio Sampaio                     |                                                  |         | Partido Democrático Social PDS                   | 1.º de janeiro de 1993   | 20 de dezembro de 1993   | Presidente da Câmara eleito, faleceu no exercício do mandato em 20 de dezembro de 1993.                     |
| 47.º        | Antonio Sampaio                     | Partido Progressista Reformador PPR              |         |                                                  | 1.º de janeiro de 1993   | 20 de dezembro de 1993   | Presidente da Câmara eleito, faleceu no exercício do mandato em 20 de dezembro de 1993.                     |
| 48.º        | Osvaldo Giannotti                   |                                                  |         | Partido Progressista Reformador PPR              | 22 de dezembro de 1993   | 1.º de janeiro de 1994   | Presidente da Câmara eleito.                                                                                |
| 49.º        | Miguel Colasuonno                   |                                                  |         | Partido Progressista Reformador PPR              | 1.º de janeiro de 1994   | 1.º de janeiro de 1996   | Presidente da Câmara eleito.                                                                                |
| 49.º        | Miguel Colasuonno                   | Partido Progressista Brasileiro PPB              |         |                                                  | 1.º de janeiro de 1994   | 1.º de janeiro de 1996   | Presidente da Câmara eleito.                                                                                |
| 50.º        | Brasil Vita                         |                                                  |         | Partido Progressista Brasileiro PPB              | 1.º de janeiro de 1996   | 1.º de janeiro de 1997   | Presidente da Câmara eleito.                                                                                |
| 51.º        | Nello Rodolpho Giongo Filho         |                                                  |         | Partido Progressista Brasileiro PPB              | 1.º de janeiro de 1997   | 1.º de janeiro de 1999   | Presidente da Câmara eleito.                                                                                |
| 52.º        | Armando Mellão Neto                 |                                                  |         | Partido Progressista Brasileiro PPB              | 1.º de janeiro de 1999   | 1.º de janeiro de 2001   | Presidente da Câmara eleito e reeleito por votação direta entre os demais vereadores.                       |
| 52.º        | Armando Mellão Neto                 | Partido do Movimento Democrático Brasileiro PMDB |         |                                                  | 1.º de janeiro de 1999   | 1.º de janeiro de 2001   | Presidente da Câmara eleito e reeleito por votação direta entre os demais vereadores.                       |
| 53.º        | José Eduardo Martins Cardozo        |                                                  |         | Partido dos Trabalhadores PT                     | 1.º de janeiro de 2001   | 1.º de janeiro de 2003   | Presidente da Câmara eleito e reeleito por votação direta entre os demais vereadores.                       |
| 54.º        | Arselino Tatto                      |                                                  |         | Partido dos Trabalhadores PT                     | 1.º de janeiro de 2003   | 1.º de janeiro de 2005   | Presidente da Câmara eleito e reeleito por votação direta entre os demais vereadores.                       |
| 55.º        | Roberto Tripoli                     |                                                  |         | Partido da Social Democracia Brasileira PSDB     | 1.º de janeiro de 2005   | 1.º de janeiro de 2007   | Presidente da Câmara eleito e reeleito por votação direta entre os demais vereadores.                       |
| 55.º        | Roberto Tripoli                     | Partido Verde PV                                 |         |                                                  | 1.º de janeiro de 2005   | 1.º de janeiro de 2007   | Presidente da Câmara eleito e reeleito por votação direta entre os demais vereadores.                       |
| 56.º        | Antonio Carlos Rodrigues            |                                                  |         | Partido da República PR                          | 1.º de janeiro de 2007   | 1.º de janeiro de 2011   | Presidente da Câmara eleito e reeleito por mais quatro vezes por votação direta entre os demais vereadores. |
| 57.º        | José Police Neto                    |                                                  |         | Partido da Social Democracia Brasileira PSDB     | 1.º de janeiro de 2011   | 1.º de janeiro de 2013   | Presidente da Câmara eleito e reeleito por votação direta entre os demais vereadores.                       |
| 57.º        | José Police Neto                    | Partido Social Democrático PSD                   |         |                                                  | 1.º de janeiro de 2011   | 1.º de janeiro de 2013   | Presidente da Câmara eleito e reeleito por votação direta entre os demais vereadores.                       |
| 58.º        | José Américo Ascêncio Dias          |                                                  |         | Partido dos Trabalhadores PT                     | 1.º de janeiro de 2013   | 1.º de janeiro de 2015   | Presidente da Câmara eleito e reeleito por votação direta entre os demais vereadores.                       |
| 59.º        | Antonio Donato Madormo              |                                                  |         | Partido dos Trabalhadores PT                     | 1.º de janeiro de 2015   | 1.º de janeiro de 2017   | Presidente da Câmara eleito e reeleito por votação direta entre os demais vereadores.                       |
| 60.º        | Milton Leite da Silva               |                                                  |         | Democratas DEM                                   | 1.º de janeiro de 2017   | 1.º de janeiro de 2019   | Presidente da Câmara eleito e reeleito por votação direta entre os demais vereadores.                       |
| 61.º        | Eduardo Tuma                        |                                                  |         | Partido da Social Democracia Brasileira PSDB     | 1.º de janeiro de 2019   | 1.º de janeiro de 2021   | Presidente da Câmara eleito e reeleito por votação direta entre os demais vereadores.                       |
| 62.º        | Milton Leite da Silva               |                                                  |         | Democratas DEM                                   | 1.º de janeiro de 2021   | 1.º de janeiro de 2025   | Presidente da Câmara eleito e reeleito por mais três vezes por votação direta entre os demais vereadores.   |
| 62.º        | Milton Leite da Silva               | União Brasil UNIÃO                               |         |                                                  | 1.º de janeiro de 2021   | 1.º de janeiro de 2025   | Presidente da Câmara eleito e reeleito por mais três vezes por votação direta entre os demais vereadores.   |
| 63.º        | Ricardo Teixeira                    |                                                  |         | União Brasil UNIÃO                               | 1.º de janeiro de 2025   | atualidade               | Presidente da Câmara eleito por votação direta entre os demais vereadores.                                  |